# Hayley Lewis
Pour les articles homonymes, voir Lewis.
Hayley Jane Lewis, née le 2 mars 1974 à Brisbane, est une nageuse australienne.

## Palmarès
- Jeux olympiques
  - Barcelone 1992
    -  Médaille d'argent sur 800 mètres nage libre
    -  Médaille de bronze sur 400 mètres nage libre

- Championnats du monde
  - Perth 1991
    -  Médaille d'or sur 200 mètres nage libre
    -  Médaille d'argent sur 400 mètres nage libre
    -  Médaille d'argent sur 400 mètres 4 nages
    -  Médaille de bronze sur 200 mètres papillon

  - Rome 1994
    -  Médaille d'argent sur 800 mètres nage libre

  - Fukuoka 2001
    -  Médaille de bronze sur 5 km en eau libre

- Championnats pan-pacifiques
  - Kobe 1993
    -  Médaille d'or sur 1 500 mètres nage libre
    -  Médaille d'argent sur 800 mètres nage libre
    -  Médaille d'argent sur 4x200 mètres nage libre
    -  Médaille de bronze sur 400 mètres 4 nages

  - Atlanta 1995
    -  Médaille d'or sur 800 mètres nage libre
    -  Médaille d'argent sur 1 500 mètres nage libre
    -  Médaille d'argent sur 4x200 mètres nage libre
    -  Médaille de bronze sur 400 mètres nage libre

- Jeux du Commonwealth
  - Auckland 1990
    -  Médaille d'or sur 200 mètres nage libre
    -  Médaille d'or sur 400 mètres nage libre
    -  Médaille d'or sur 200 mètres papillon
    -  Médaille d'or sur 400 mètres 4 nages
    -  Médaille d'or sur 4x200 mètres nage libre
    -  Médaille de bronze sur 200 mètres 4 nages

  - Victoria 1994
    -  Médaille d'or sur 400 mètres nage libre
    -  Médaille d'or sur 4x200 mètres nage libre
    -  Médaille d'argent sur 800 mètres nage libre
    -  Médaille d'argent sur 200 mètres papillon
    -  Médaille de bronze sur 400 mètres 4 nages

## Distinctions
- Hall of Fame du sport australien en 1997
- Médaille australienne des Sports en 2000
- Membre de l'Ordre d'Australie en 2003

## Autres activités
Elle est la présentatrice de l'émission de télé-réalité australienne The Biggest Loser à partir de la saison 5.